# Eleccions de l'Assemblea Constitucional de Luxemburg de 1918
Entre el 28 de juliol i el 4 d'agost de 1918 es van realitzar unes eleccions indirectes a l'Assemblea Nacional de Luxemburg. El Partit de la Dreta va imposar-se com el més votat, aconseguint 23 dels 53 escons. L'Assemblea tenia l'objectiu de revisar la Constitució per democratitzar l'estructura política luxemburguesa. Les esmenes es van promulgar el 15 de maig de 1919, introduint entre d'altres la representació proporcional i l'opció de realitzar referèndums.

## Resultats
| Partit                      | Vots | % | Escons |
| --------------------------- | ---- | - | ------ |
| Partit de la Dreta          |      |   | 23     |
| Partit Socialista           |      |   | 12     |
| Lliga Liberal               |      |   | 10     |
| Partit Independent          |      |   | 5      |
| Partit Nacional Independent |      |   | 2      |
| Independents                |      |   | 1      |
| Total                       |      |   | 53     |
| Font: Nohlen & Stöver       |      |   |        |